# Årstid

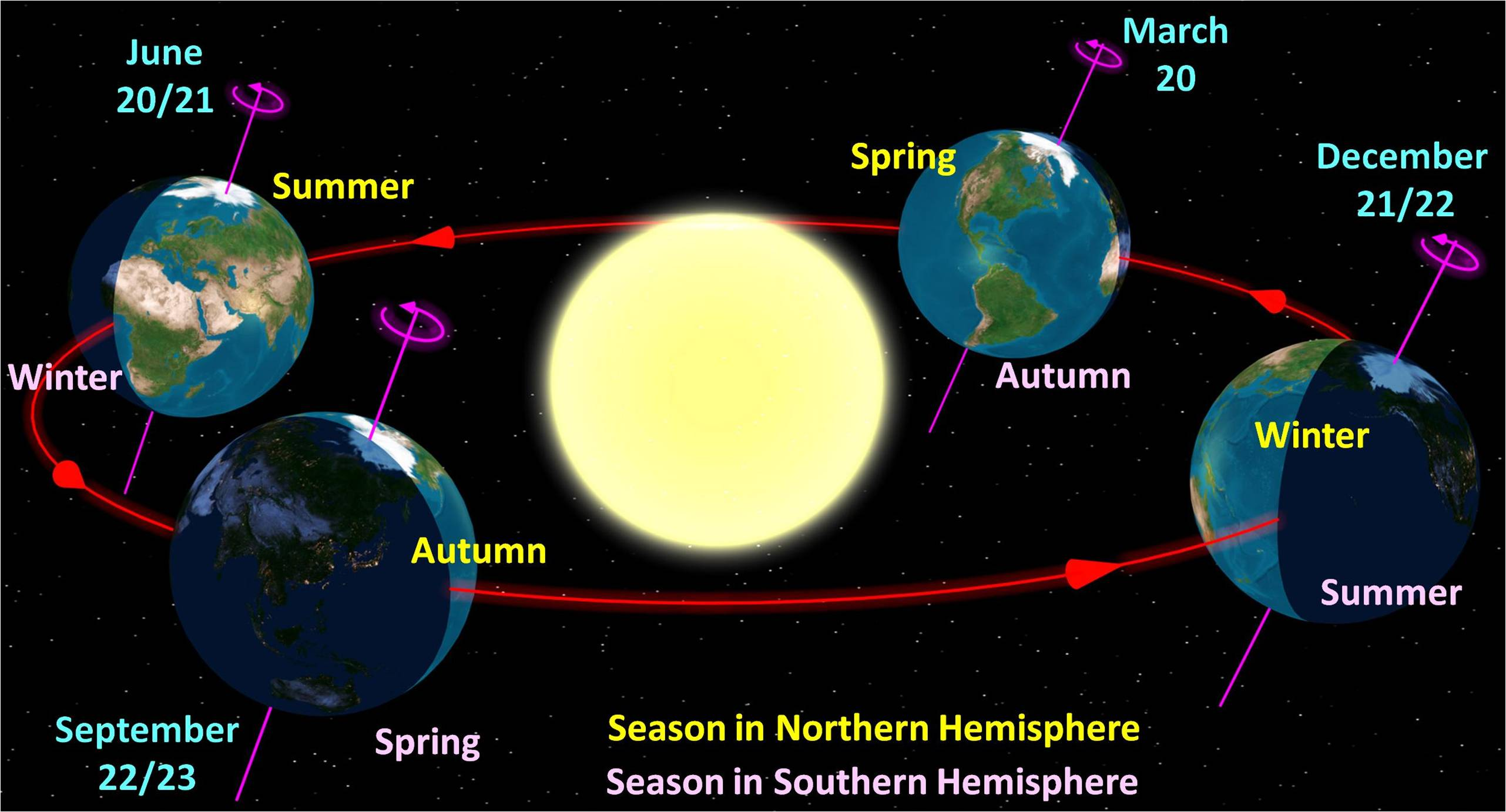
Diagram över jordens årstider, sett från norr. Längst till höger: decembersolståndet.

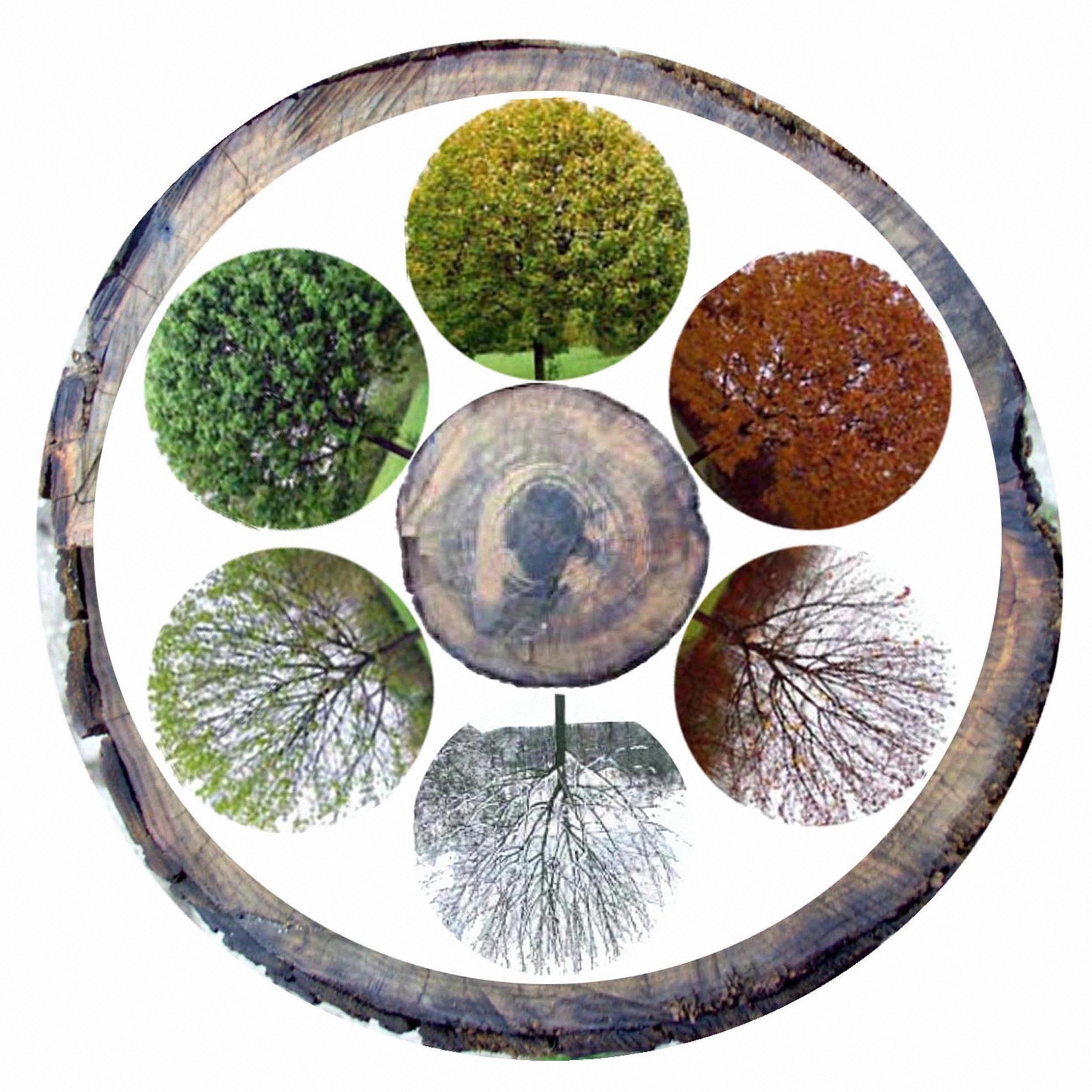
Årstiderna / Årsringar

Årstiderna är inom väderförhållandena årets fyra delar, nämligen vår, sommar, höst och vinter. Dessa fyra årstider kan delas in på flera olika sätt, till exempel astronomiskt, kalendariskt eller klimatologiskt. 

## Indelning
Astronomiskt sett motsvarar årstiderna var sin fjärdedel av jordens omloppsbana runt solen. Våren börjar då vid vårdagjämningen cirka 20–21 mars, sommaren har sin början vid sommarsolståndet cirka 20-21 juni, hösten vid höstdagjämningen cirka 22-23 september, och vintern vid vintersolståndet runt den 21-22 december. Detta indelningssätt används som standard i många engelsktalande länder men kallas där för astronomisk indelning vilket inte bör blandas ihop med den klimatologiska indelningen som är standard i många andra länder till exempel i Sverige, Finland, m.fl. [källa behövs]
En kalendarisk  indelning sker efter årets månader där vårens månader är mars, april och maj, sommaren: juni, juli, augusti, hösten: september, oktober, november, och vintern: december, januari, februari. 
En mer modern indelning är den klimatologiska årstidsindelningen, som används av bland annat SMHI, inträffar våren när dygnsmedeltemperaturen är stigande och ligger mellan 0 och 10 grader Celsius. Sommar är det då temperaturen varaktigt är över +10 °C, höst när dygnsmedeltemperaturen är fallande och ligger mellan 0 och 10 grader, och slutligen vinter då dygnsmedeltemperaturen varaktigt ligger under 0 °C.
Dagarna mellan vinter och vår kallas ofta för vårvinter, dagarna mellan vår och sommar brukar kallas försommar och när sommaren övergår i höst talar man om att det är sensommar. Någon vedertagen term för höstens övergång i vinter finns inte i rikssvenska. I östsvenska och norrländska dialekter används ibland orden vårsommer, höstsommer och höstvinter. för övergångsårstiderna, i tillägg till vårvinter

## Orsak
Jordens årstider är en följd av att jordaxeln lutar mot jordbanans plan. Då det ena halvklotet lutar mot solen, har detta halvklot sommar, medan det andra halvklotet har vinter (vilket inträffar under månaderna kring juni och december).  Under tiderna däremellan, då båda halvkloten får ta emot mer eller mindre lika mycket solljus (runt mars och september) infaller vår och höst.
Fyra årstider finns i de tempererade zonerna mellan ekvatorn och polerna. Närmast ekvatorn växlar årstiderna istället mellan regnperiod (regntid) och torrperiod (torrtid).

## Grekisk mytologi
Enligt den grekiska mytologin kom årstiderna till genom Demeter, växternas gudinna.
Demeters dotter Persefone blev tillfångatagen av Hades, underjordens och de dödas gud. Hades tvingade Persefone att äkta honom och tillsammans levde de i underjorden under en tid.
När Demeter hörde talas om detta blev hon rasande och krävde att få sin dotter tillbaka. Men Persefone hade ätit av underjordens mat, och ingen som åt någonting från Hades rike kunde någonsin komma därifrån. De flesta gudarna ställde sig på Demeters sida och ansåg att Hades hade gjort fel när han tog med sig Persefone till underjorden mot hennes vilja.
Demeter var så utom sig av sorg att växterna började att ruttna och allt blev mörkt och kallt. Det var den första vintern. Hades såg hur detta påverkade både gudarna och människorna och gick därför med på att låta Demeter få sin dotter tillbaka, men eftersom Persefone hade ätit av hans mat så kunde hon inte fullt återvända. Några månader om året bodde Persefone i underjorden tillsammans med sin make.
Just under de månaderna var Demeter alltid sorgsen och allt blev kallt igen. Det är enligt grekerna därför vintern varar just under de månaderna, och när Persefone får komma upp ovan jord igen så börjar växterna att blomma.

## Övriga system
För samerna har klimatet och årstiderna stor betydelse och året är enligt den samiska kulturen indelat i åtta årstider: vårvinter (mars), vår (april-maj), vårsommar (juni), sommar (juni– juli), höstsommar (augusti), höst (september-oktober), höstvinter (november) och vinter (december-mars).
Australiens aboriginer har utvecklat helt egna årstidssystem. Yolngu-folket har till exempel sex årstider. Systemet för deras årstider bygger på olika företeelser i deras lokala miljö. Till exempel förutsäger Gadgeron-folket sin sen-torra årstid genom att iaktta närvaron av en viss typ av flugor.